# Ноґі Маресуке
Но́ґі Маре́суке (яп. 【乃木希典】, のぎまれすけ; 25 грудня 1849 — 13 вересня 1912) — японський державний, військовий і освітній діяч. Офіцер Імперської армії Японії, генерал (з 1904). Народився у Едо, провінція Мусаші, Японія. Походив із самурайського роду Ноґі з провінції Наґато. Стажувався у Німецькій імперії (1886). 3-й генерал-губернатор Тайваню (10 травня 1895 — 2 червня 1896). 10-й директор елітної школи Ґакушюїн (31 січня 1907 — 13 вересня 1912). Учасник громадянської (1868—1869), південно-західної (1877), японсько-цінської (1894—1895) і японсько-російської воєн (1904—1905). У війні з росіянами командував 3-ю армією, що здобула Порт-Артур, й відзначилася у битві під Мукденом. Радник Військової ради (26 січня 1906 — 13 вересня 1912). Граф, чиновник 2-го старшого рангу. Нагороджений Орденом золотого шуліки 2-го ступеня та Орденом вранішнього сонця 3-го класу. Вчинив самогубство у Токіо, Японська імперія. Похований на цвинтарі Аояма. Вшановується у шінтоїстському святилищі Ноґі.